# VfB Königsberg
Verein für Bewegungsspiele Königsberg – niemiecki klub piłkarski z siedzibą w Królewcu (niem. Königsberg). Istniał w latach 1900–1945.

## Historia
Klub został założony w 1900 roku jako Fußball-Club Königsberg, a w 1907 roku zmienił nazwę na VfB Königsberg. W latach 1907–1932 występował w lidze miejskiej, a także w regionalnej lidze Baltenverband (bałtycki związek piłki nożnej). Jako lokalny mistrz rozgrywek, 11 razy zakwalifikował się do mistrzostw Niemiec (1908, 1909, 1923, 1924, 1925, 1926, 1927, 1928, 1929, 1930, 1931), w których najlepszym osiągnięciem był półfinał w 1923 roku.
W 1933 roku klub wszedł w skład nowo utworzonej Gauligi (grupa Ostpreußen), będącej wówczas najwyższą ligą i spędził w niej 11 sezonów, czyli cały okres funkcjonowania tej ligi. Pięć razy został mistrzem Gauligi Ostpreußen (1940, 1941, 1942, 1943, 1944). W następstwie tego uczestniczył w mistrzostwach Niemiec, w których najdalej dotarł do ćwierćfinału w 1943 roku.
W 1945 roku w wyniku przyłączenia Królewca do ZSRR, klub został rozwiązany.
Drużyna swoje spotkania początkowo rozgrywała na Walter-Simon-Platz (późniejszy Stadion Bałtika), a od 1921 roku na własnym Stadion an der Aschmannallee. Ważne spotkania klub rozgrywał także na Sportplatz am Friedländer Tor (późniejszy Stadion Lokomotiw) oraz na boisku drużyny Prussia Samland.

## Występy w Gaulidze
| Liga                                        | Sezon     | Pozycja |
| ------------------------------------------- | --------- | ------- |
| Gauliga Ostpreußen Gruppe I                 | 1933/1934 | 2.      |
| Gauliga Ostpreußen Gruppe I                 | 1934/1935 | 6.      |
| Gauliga Ostpreußen Bezirksklasse Königsberg | 1935/1936 | 2.      |
| Gauliga Ostpreußen Bezirksklasse Königsberg | 1936/1937 | 2.      |
| Gauliga Ostpreußen Bezirksklasse Königsberg | 1937/1938 | 2.      |
| Gauliga Ostpreußen                          | 1938/1939 | 6.      |
| Gauliga Ostpreußen                          | 1939/1940 | 1.      |
| Gauliga Ostpreußen                          | 1940/1941 | 1.      |
| Gauliga Ostpreußen                          | 1941/1942 | 1.      |
| Gauliga Ostpreußen                          | 1942/1943 | 1.      |
| Gauliga Ostpreußen                          | 1943/1944 | 1.      |

## Udział wPucharze Niemiec
| Sezon | Runda      | Przeciwnik               | Wynik    |
| ----- | ---------- | ------------------------ | -------- |
| 1935  | I runda    | wolny los                |          |
|       | II runda   | SpVgg Masovia Lyck       | 0:1      |
| 1940  | I runda    | Preußen Danzig           | 3:2      |
|       | II runda   | Spandauer SV             | 5:3      |
|       | 1/8 finału | BuEV Danzig              | 5:1      |
|       | 1/4 finału | Dresdner SC              | 0:8      |
| 1941  | I runda    | MSV von der Goltz Tilsit | walkower |
|       | II runda   | Königsberger STV         | 7:0      |
|       | 1/8 finału | LSV Kamp-Köslin          | 2:3      |
| 1942  | I runda    | MTV Ponarth              | 6:0      |
|       | II runda   | LSV Stettin              | 1:4      |
| 1943  | I runda    | SG SDW Posen             | 4:0      |
|       | 1/8 finału | Dresdner SC              | 0:5      |

## Udział w mistrzostwach Niemiec
| Sezon     | Runda                   | Przeciwnik            | Wynik   |
| --------- | ----------------------- | --------------------- | ------- |
| 1907/1908 | 1/4 finału              | Viktoria 89 Berlin    | 0:7     |
| 1908/1909 | 1/4 finału              | Viktoria 89 Berlin    | 1:12    |
| 1922/1923 | 1/4 finału              | wolny los             |         |
|           | 1/2 finału              | Hamburger SV          | 2:3     |
| 1923/1924 | 1/4 finału              | SpVgg Leipzig         | 1:6     |
| 1924/1925 | 1/8 finału              | Hertha BSC            | 2:3 (d) |
| 1925/1926 | 1/8 finału              | Hertha BSC            | 0:4     |
| 1926/1927 | 1/8 finału              | Hertha BSC            | 1:2     |
| 1927/1928 | 1/8 finału              | Breslauer SC 08       | 3:2     |
|           | 1/4 finału              | Hamburger SV          | 0:4     |
| 1928/1929 | 1/8 finału              | Breslauer SC 08       | 1:2     |
| 1929/1930 | 1/8 finału              | Dresdner SC           | 1:8     |
| 1930/1931 | 1/8 finału              | Dresdner SC           | 1:8     |
| 1939/1940 | faza grupowa (grupa 1a) | Union Oberschöneweide | 3:6 3:1 |
|           | faza grupowa            | VfL Stettin           | 5:2 2:1 |

| Sezon     | Runda                   | Przeciwnik            | Wynik |
| --------- | ----------------------- | --------------------- | ----- |
| 1940/1941 | faza grupowa (grupa 2a) | Hamburger SV          | 1:3   |
|           | faza grupowa            | 1. SV Jena            | 4:2   |
|           | faza grupowa            | Hamburger SV          | 1:2   |
|           | faza grupowa            | 1. SV Jena            | 0:4   |
| 1941/1942 | runda kw.               | HUS Marienwerder      | 7:1   |
|           | 1/8 finału              | SG OrPo Litzmannstadt | 8:1   |
|           | 1/4 finału              | SpVgg Blau-Weiß 90    | 1:2   |
| 1942/1943 | I runda                 | SV Neufahrwasser      | 3:1   |
|           | 1/8 finału              | SG OrPo Warschau 1    | 5:1   |
| 1943/1944 | I runda                 | LSV Mölders Krakau    | 4:1   |
|           | 1/8 finału              | HSV Groß Born         | 3:10  |

1 Ze względu na wystawienie do gry nieuprawnionego zawodnika, klub został zdyskwalifikowany, a jego miejsce zajął SV Neufahrwasser.